# Por lo que reste de vida
"Por Lo Que Reste de Vida" é uma canção da cantora e compositora mexicana Thalía, para seu décimo segundo álbum de estúdio Amore Mio (2014). A música foi escrita por Ricky Montaner e produzida por Armando Avila e foi lançada pela Sony Music Latin como primeiro single do álbum em 9 de setembro de 2014. Uma versão bachata da música foi lançada para download digital em 14 de outubro de 2014. "Por Lo Que Reste de Vida" é uma balada pop latina que liricamente fala sobre o amor incondicional e eterno.
Após seu lançamento, "Por Lo Que Reste de Vida" recebeu críticas geralmente favoráveis de críticos de música, que consideraram a música um "hino pop completo" com letras simples, mas adoráveis. A canção alcançou o sucesso nas paradas, chegando ao top-três em ambos República Dominicana e México, ao alcançar impacto moderado Hot Latin Songs e Latin Pop Airplay dos EUA. Um videoclipe para a música foi lançado em 14 de outubro de 2014 e conta uma história sobre um amor eterno e imortal.

## Antecedentes e lançamento
Depois de lançar o bem-sucedido Habitame Siempre (2012), seu décimo primeiro álbum de estúdio, que recebeu 3x de platina, se tornando seu primeiro álbum desde Arrasando (2000) a receber uma certificação de platina no México, Thalía embarcou na sua VIVA! Tour (2013) e mais tarde lançou seu segundo álbum ao vivo de mesmo ano. Em 2014, ela lançou seu primeiro álbum infantil, "Viva Kids", e ao promovê-lo, ela confirmou que estava gravando seu décimo segundo álbum de estúdio, afirmando: "Eu estou ativamente escrevendo, co-escrevendo, produzindo e co-produzindo. Estou fazendo tudo. Esse álbum, eu acho, que é um pouco mais sexy".
Thalía também revelou que o primeiro single do projeto seria lançado no final de 2014, e o álbum no início de 2015. Em 9 de setembro de 2014, a Sony Music Latin lançou "Por Lo Que Reste de Vida" como primeiro single do álbum, via download digital através do iTunes e Amazon. No mesmo dia, o áudio da música também foi enviado para a conta de Thalía no VEVO no YouTube. Uma versão bachata de "Por Lo Que Reste de Vida" foi lançada em 14 de outubro de 2015.

## Composição e Letras
"Por Lo Que Reste de Vida" foi escrito por Ricky Montaner; filho do cantor venezuelano Ricardo Montaner, a quem Thalía homenageou com o cover de sua canção “Bésame” no álbum Habitame Siempre (2012). O produtor mexicano Armando Ávila produziu a faixa; Ávila trabalhou secretamente com Thalía durante um ano e meio na produção de "Amore Mio". A música começa com um arranjo de reposição com voz e piano, sendo seguido por um drama musical, com a faixa crescendo rapidamente para um clímax apaixonado e de banda completa. Liricamente, "Por Lo Que Reste de Vida" fala sobre amor incondicional e se entregar a alguém da maneira mais romântica, com a promessa de ter um amor eterno. De acordo com Thalia, "desde que eles me apresentaram a canção, eu me apaixonei completamente por ela e sabia que tinha que cantar e dar vida a ela. Temos que viver apaixonadamente, totalmente dedicados ao amor".

## Recepção crítica
"Por Lo Que Reste de Vida" recebeu críticas em sua maioria favoráveis de críticos de música. Ao analisar Amore Mio, Thom Jurek do Allmusic, escolheu a música entre as melhores faixas do álbum, chamando-a de "um hino pop completo". Ryan Buck, do Music Times, chamou de "elegante", escrevendo que "tem nossa atenção e podemos entender a mensagem sem uma tradução". Lety Zárate da Monitor Latino chamou-a de poesia "simples, mas muito apaixonada", enquanto Judy Cantor-Navas, da Rhapsody, notou que a canção "destaca uma Thalia despojada", escrevendo que a música é "sem dúvida, uma das faixas de destaque do álbum."

## Listagens de faixas
| - Download digital 1. "Por Lo Que Reste de Vida" – 3:38 | - Download digital da versão Bachata 1. "Por Lo Que Reste de Vida" – 3:38 |

## Desempenho nas tabelas musicais

### Posições
| Chart (2014)                                       | Maior posição |
| -------------------------------------------------- | ------------- |
| Estados Unidos (Billboard Mexican Spanish Airplay) | 2             |
| Estados Unidos (Billboard Mexico Airplay)          | 9             |
| Estados Unidos (Billboard Hot Latin Songs)         | 50            |
| Estados Unidos (Billboard Latin Airplay)           | 49            |
| Estados Unidos (Billboard Latin Pop Airplay)       | 19            |
| Estados Unidos (Billboard Latin Tropical Airplay)  | 18            |
| República Dominicana (Monitor Latino)              | 3             |